# 올리 요키넨
올리 벨리 페카 요키넨(핀란드어: Olli Veli Pekka Jokinen, 1978년 12월 5일~)은 핀란드의 은퇴한 아이스하키 선수이다. 현역 시절 포지션은 센터이로 주로 북아메리카 최상위 리그인 내셔널 하키 리그(NHL)에서 활약했다. 1997년 NHL 드래프트에서 전체 3위로 로스앤젤레스 킹스에게 지명되어 NHL 무대에 등장했으며, LA 킹스를 시작으로 뉴욕 아일런더스, 플로리다 팬서스, 피닉스 카이오티스, 캘거리 플레임스, 뉴욕 레인저스, 위니펙 제츠, 내슈빌 프레더터스, 토론토 메이플리프스, 세인트루이스 블루스에서 뛰었다. 또한 NHL 록아웃 당시에는 스위스 내셔널리그 A의 클로텐 플라이어스과 스웨덴 엘리트세리엔의 쇠데르텔리에 SK에서 뛰었다. 플로리다 팬서스에서 전성기를 보낸 그는 팀 프랜차이즈 최다 골, 어시스트, 득점 기록을 보유한 적이 있으며, 현재 해당 팀 역대 골 순위 3위, 어시스트 4위, 득점 3위 기록을 보유하고 있다.
1995년에 조국 핀란드의 SM-리가의 칼파에서 프로 선수 생활을 시작했으며, 칼파에서 1년간 뛴 후 HIFK로 이적하여 활동했다. 1997년 SM-리가 신인상인 야르모 바사마 메모리얼 트로피를 수상했으며, 1998년에 정규 시즌 MVP상인 마티 케이노넨 트로피와 플레이오브 MVP상인 야리 쿠리 트로피를 받았다. 1998-99년 시즌에 NHL에서 선수 생활을 시작했으며, 자신의 3번째 NHL팀인 플로리다 팬서스에서 주장(2003~2008)을 역임하고 2003년에 첫 올스타전에 출전하는 등 전성기를 누렸다. 2009년 캘거리 플레임스 소속 시절에 처음이자 유일한 스탠리컵 플레이오프 참가를 앞두고 799경기에 출전하여 최다 NHL 정규 시즌 경기 출전 기록을 세웠다. 이는 2017년에 론 헤인지에 의해 갱신되었다. 이후 2012년에 NHL 1000경기 출전을 달성했다.
국제 대회에 핀란드 대표팀 선수로 참가한 그는 1998년 세계 주니어 선수권 대회에서 팀을 우승으로 이끌었고, 대회 최우수 공격수로 선정되었다. 올림픽에 4회 출전하여 2006년 동계 올림픽 은메달, 2010년 동계 올림픽 동메달, 2014년 동계 올림픽 동메달 획득에 기여했다. 또한 세계 선수권 대회에서 은메달 2개, 동메달 3개를 획득했으며, 2004년 아이스하키 월드컵에서 핀란드 대표팀의 일원으로서 캐나다의 뒤를 이어 준우승을 차지했다.